# Endrup
Endrup is een plaats in de Deense regio Zuid-Denemarken, gemeente Esbjerg, en telt 203 inwoners (2007).